# Maison de Grasse (seigneurs d'Antibes)
La  première maison de Grasse connue sous ce nom a pour origine des seigneurs d'Antibes issus de Rodoard, qui reçut au  Xe siècle la moitié de l'episcopatus, le temporel de l'évêché d'Antibes, après la reconquête de la Provence orientale sur les Sarrasins par Guillaume Ier de Provence à laquelle il a participé.
Le nom « Grasse » est apparu au XIe siècle, il fut porté pour la première fois par le petit-fils de Rodoard : Guillaume Gauceran qui, dans une charte du 15 octobre 1040, signa « Guillelmus de Grassa ». Cette première trace se trouve dans le Cartulaire de l’Abbaye de Saint-Victor de Marseille,,,,,.
Des auteurs anciens relient à cette maison deux branches : la famille de Grasse subsistante au XXIe siècle dont la filiation prouvée ne remonte pas au delà de 1341 et la famille de Grasse-Cabris, agrégée à la noblesse au XVIe siècle et maintenue noble en 1667 sur preuves de 1560. Ces filiations contestées par d'autres auteurs ne sont pas reprises par les généalogistes contemporains.
Henri Jougla de Morenas indique que les armes d'or au lion de sable armé, lampassé, couronné de gueules attribuées dans la première salle des Croisades à Foulques de Grasse, chevalier croisé en 1096, sont également portées par la famille de Grasse subsistante, mais il ajoute que la filiation de cette dernière famille n'est établie que depuis 1341 avec noble Bertrand du Bar.

Armes de Foulques de Grasse
Chevalier croisé en 1096
première salle des Croisades

## Histoire
Rodoard  qui vivait au Xe siècle, en l'an 930, est connu grâce à une charte du cartulaire de Lérins rédigée vers 1150.
La généalogie des seigneurs d'Antibes, descendants de Rodoard qui  ont pris le nom de Grasse peut être établie grâce aux documents contenus dans le cartulaire de l'abbaye de Lérins qui reçut de nombreux biens de cette famille, en particulier la charte CXXXII qui concerne la donation de Vallauris à l'abbaye.
Elle a été donnée avec les références aux chartes du cartulaire de Lérins par le site de la Foundation for Medieval Genealogy.
Elle a été reprise par Jean-Pierre Poly dans La Provence et la société féodale (879-1166) qui précise les données patrimoniales de cette famille.
Toutefois, les cinq premiers degrés de la descendance de Rodoard sont appuyés sur des actes précis qui forment de solides chaînons. À partir du cinquième degrés apparaissent des incertitudes. Les relations de père à fils entre deux personnes portant le même prénom ne figurent que comme de simples conjectures. « Aucun texte n'apporte le témoignage formel d'une descendance directe entre les fils, petits-fils ou arrière-petits-fils de Rodoard ».
Des auteurs ont donné la qualification de « comte d'Antibes » et « princes d'Antibes » à certains membres de cette famille.
Jean-François de Gaufridi écrit en 1723 dans son Histoire de Provence que sous Raoul VI, roi d'Arles (début du XIe siècle) « quelques seigneurs se cantonnèrent dans leurs terres, et refusant de les reconnaître  [les rois d'Arles et comtes de Provence ] pour leurs princes se rendirent eux-mêmes souverains. Ce furent les seigneurs des Baux, de Sault, de Grignan, de Castellane, d’Orange et d’Antibes ou Grasse. Ils se maintinrent dans ce haut rang, jusqu’à ce que les comtes s’étant fortifiés les réduisirent diversement à l’hommage ».
Ernest Hildesheimer dans La Provence Historique écrit en 1958 à ce sujet : « A diverses reprises, parlant des seigneurs d'Antibes de la lignée de Rodoard, Mlle Fontana les appelle « comtes » d'Antibes. En fait, à l’époque envisagée, seuls les comtes de Provence portent un tel titre dans l’étendue de leur domaine. Si les textes emploient l'expression de comitatus d'Antibes, il s'agit, comme pour d'autres circonscriptions, d'un souvenir de l'ancien pagus Antipolitanus de l'époque carolingienne administré par un "comte", fonctionnaire royal. D'ailleurs jamais aucun des seigneurs d'Antibes n'est qualifié de comes. Une fois au moins apparaît la dénomination d'Antipolitani regni principeset ce terme de princeps qui nous semble aujourd’hui bien pompeux était alors donné à certains seigneurs qui précisément n’avaient pas le titre comtal ni vicomtal ».

## Généalogie
I) Rodoard, seigneur d'Antibes

Il vivait au Xe siècle, en l'an 930,  nous connaissons son existence par une charte du cartulaire de Lérins rédigée vers 1150, où Rodoardus reçut le dominium medietatis Antipolitani episcopatus du comite Arelatensi. En récompense de son aide dans sa guerre contre les Sarrasins, les comtes d'Arles devenus comtes de Provence, partagèrent les terres conquises en fiefs. Rodoard reçut en 960 en alleu la moitié du diocèse d'Antibes qui correspondait approximativement à la rive droite du Var se trouvant dans l'actuel département des Alpes-Maritimes. Rodoard paraît une fois aux côtés du comte dans un acte avignonnais de 965. Marié à Eldeiarda donné par certains auteurs comme Alayarde, fille du comte d'Arles. Dont :
- Gauceran qui suit;
- Guillaume Gruette ou « Petite Grue » (1004-1022/1033) religieux à l'abbaye de Lérins après la mort de sa femme[16]. Quand il entre comme religieux, il a donné à l'abbaye de Lérins le quart d'Arluc (Saint-Cassien), un champ à Mougins, un autre à Loubet et confirme la donation du port de Cannes faite précédemment par lui. Son fils Pierre est présent à cette donation[17]. Souhaitant y être reçu comme moine, il a donné, devant l'abbé Garnier de l'abbaye de Lérins, en l'honneur de saint Mayeul, le quart du castrum Avionionensis situé à Mandelieu, sur lequel a été construite l'église Notre-Dame d'Avionionet par Lambert Barbeta[18],[19]. Il eut d'une épouse inconnue :
  - Pierre d'Opio (1022/1033-1089)[16], moine à l'abbaye de Lérins,
  - Accelène, mariée à Bérald de Mougins[16]. Elle fit don à l'abbaye de Lérins de sa dot sur la terre de Vallauris.
- Aude ou Oda, mariée à N. Signerius ou Signier[16].

II) Gauceran (1022), seigneur d'Antibes (1022)

Marié à Beliede de Salerne ou Belieldis de Gameron.  Il est nommé avec sa femme dans plusieurs chartes de donations. Il a reçu l'autre moitié de l'episcopatus de l'évêché d'Antibes. Il donne à l'abbaye de Lérins les terres de Pierrefeu, une partie de celles qu'il possède à Sartoux et de Mougins. Dont:
- Guillaume-Gauceran, qui suit;
- Aldebert de Grasse (ca 1022-ca 1062), évêque d'Antibes[16]. Il donna Vallauris à l'abbaye de Lérins le 9 décembre 1038[21] et Clausonne à l'abbaye Saint-Victor de Marseille, ainsi que tout ce qu'il possédait à Arluc (Saint-Cassien)[22]. En 1035, avec son frère Guillaume Gauceran, il autorise l'abbaye de Lérins à recevoir les dons de leurs vassaux[23]. En 1041, il donne à l'abbaye de Lérins tous les autels élevés ou à élever dans le comté d'Antibes n'appartenant pas à des églises paroissiales[24]. Il donne l'église Saint-Félix de Clausonne à l'abbaye de Lérins[25];
- Maxime, mariée à Bertrand del Podio.

III) Guillaume-Gauceran (1028-1081/1083), seigneur d'Antibes. Marié à Fida. 

Guillaume Gauceran dans une charte du 15 octobre 1040, signa « Guillelmus de Grassa ». Cette première trace du nom se trouve dans le Cartulaire de l’Abbaye de Saint-Victor de Marseille,,,,,.

Vers 1040 Guillaume de Grasse construit son château sur le puy de Grasse et en 1078, une première église y est construite. Il souscrit aux donations de son père et de son frère. Il ajouta une portion de la terre de Mougins en donation à l'abbaye de Lérins en 1056. Avec sa femme, il a fait plusieurs autres donations à l'abbaye de Lérins répertoriées dans les chartes par Henri de Flammare (CXV à CXVIII). Il est marié à Fida dont il a : 
- Raimbaud qui suit;
- Geoffroi Ier, évêque d'Antibes († 1078-1083)[16]. En 1078, il donne l'église Sainte-Marthe de Grasse à l'abbaye de Lérins[27] ainsi que l'église de Mougins le 7 mars 1083[28];
- Aldebert († 1093)[16], abbé de Lérins (1044-1088), puis évêque d'Antibes (1089-1093).

IV) Raimbaud de Grasse (1038/1062-1113)

Il est le premier avec ses enfants à être nommé "de Grasse dans une charte de 1113. Il est présent aux donations faites par son père. Il est présent à l'accommodement fait en 1113 entre Mainfroi Grimaldi, évêque d'Antibes (ca 1100-ca 1135), et son cousin Pierre Ier, abbé de Lérins.
La réforme grégorienne avait conduit à l'élection du moine Mainfroi comme évêque d'Antibes. Pendant le XIe siècle, le siège épiscopal d'Antibes était revenu à un membre de la famille de Grasse. Cette élection a été vécue comme un affront par les princes d'Antibes. La cathédrale d'Antibes est incendiée en 1125 par les Sarrasins obligeant l'évêque à se réfugier à Grasse où il va pousser les habitants à ne plus être des vassaux de la famille de Grasse. De sa femme dont on ignore le nom, il eut:
- Bertrand qui suit;
- Raymond de Grasse (1113-1141/1143)[16],[30]. En 1138, il a perdu son autorité sur la ville de Grasse qui est devenue indépendante. Le pouvoir est alors exercée par le Consulat. C'est ce que confirme la lettre du pape Adrien IV de 1154 adressée « à ses chers fils les Consuls et le peuple entier de Grasse »[31]
- Guillaume de Grasse, qui fit la croisade et qui a été pris en Terre Sainte par les Sarrasins. D'après certaines sources récentes, il serait fils de Guillaume Lombard, fils d'Aldebert, évêque d'Antibes[16]. Le 2 août 1124, Guillaume de Grasse et son frère Foulques s'engagent par serment devant le prieur de l'abbaye de Lérins, en présence du comte de Provence Raymond Béranger Ier et les évêques de Gérone, de Fréjus et d'Antibes de cesser les violences à Arluc (Saint-Cassien)[32];
- Foulques ou Fulco de Grasse, racheté ainsi que son frère par les religieux de Lérins. Il fut excommunié par le pape Honorius II pour avoir pris par les armes des terres données par ses pères à l'abbaye de Lérins. Il a été absous en 1125, en présence de Raymond-Bérenger, comte de Provence. D'après certaines sources récentes, il serait fils de Guillaume Lombard, fils d'Aldebert, évêque d'Antibes[16]
  - Pierre de Mison s'étant pris aux biens de l'abbaye de Lérins à Vallauris, il est excommunié, puis il s'engage en 1131 à ne plus commettre d'actes contre les hommes de l'abbaye[33];

V) Bertrand de Grasse (1130-1176)

Il partagea tous ses domaines avec ses frères, ce qui diminua sa puissance. Il prit le parti de prêter hommage au comte de Provence. Le pape Innocent II ayant terminé les différends opposant l'évêque d'Antibes et l'abbaye de Lérins, il l'exhorta ainsi que son frère Raymond de Grasse, d'interposer leur autorité pour maintenir cet accord. Dans le bref, le pape leur accorde les mêmes qualifications que celles que les papes de ce temps accordaient aux souverains Rescripto misso nobilibus & inclytis viris Bertrando de Grassa &, Raymondo, fratribus. En 1130, il jure sur l'évangile qu'il cessera les revendications contre l'abbaye de Lérins sur la possession de Cannes. Le 5 septembre 1148, il donne à l'abbaye de Lérins, avec sa femme et ses quatre enfants, tout ce qu'il possédait encore à Mougins, et jura de ne plus l'inquiéter comme il l'avait fait en 1130 quand il avait pénétré les armes à la main sur les terres possédés par l'abbaye. Il transigea le 29 septembre 1176 sur des différends avec Bertrand Ier, évêque d'Antibes,. Entre 1155 et 1181, les évêques d'Antibes ont obtenu, avec l'appui des comtes de Provence, la suzeraineté sur tous les biens tenus par la famille de Grasse. Il épousa Aiceline. Dont :
- Raimbaud II qui suit,
- Guillaume,
- Hugues,
- Gauceran, religieux à l'abbaye de Lérins.

Les cadets ont vendu à l'évêque d'Antibes les biens qu'ils possédaient dans cette ville.
VI) Raimbaud II de Grasse (1147)

Il est seigneur d'une partie d'Antibes, chevalier banneret. Il est caution de la paix accordée par Idelsonde, roi d'Aragon et comte de Provence, aux habitants de Nice. Dans un acte de 1178, Raimond-Bérenger III de Provence, frère d'Alphonse, confirma les dons faits par la maison d'Antibes aux évêques d'Antibes ainsi que leurs acquisitions malgré l'opposition de Raymond de Grasse. En 1190, il partagea avec ses frères ce qu'ils possédaient encore à Antibes. Dont :
- Isnard;
- Hugues, mort en Terre Sainte;
- Gui, dit d'Ampus, qualifié de chevalier.

Degrés non prouvée donnés par des généalogies anciennes :
La filiation suivante est donnée dans des généalogies du XVIIIe siècle.
VII) Isnard de Grasse

Aucun document ne cite Isnard de Grasse dans le cartulaire de l'abbaye de Lérins. Isnard de Grasse est un chaînon manquant dans la généalogie suivie. François de Grasse-Rouville prétend avoir vu le nom d'Isnard de Grasse dans les archives de la famille de Grasse du Bar. Mais ni Dozol, auteur d'un généalogie de la maison de Grasse (1730), ni Chérin (pour les honneurs de la Cour en 1763) n'en font mention. Le marquis de Grasse, dernier généalogiste de la famille de Grasse, écrit sur cet Isnard : « L'existence même du personnage ne repose sur aucun document connu ».
Il était seigneur de Magagnosc, Sarrous, Flayosc, Ampus, Villehaute, Stelle, spelunque, Antibes, Mouans, La Roque etc. Il arma en 1208 pour lutter contre les Vaudois. Il transigea avec Guillaume de Grasse, son cousin en 1213 sur des différends concernant la co-seigneurie d’Antibes (archives de la famille de Grasse du Bar.)  Marié à Tiburge de Callian, fille de Guillaume I, comte de Provence et d’Adélaïde d’Anjou.
Dont :
- Raimbaud III;
- Geoffroy, chevalier du Temple. Il transigea en 1247 avec l'évêque d'Antibes.

VIII) Raimbaud III de Grasse

Il fut un des principaux seigneurs qui aidèrent Raimond-Bérenger V de Provence dans ses guerres contre les villes de Marseille et de Nice et qui s'étaient révoltées pendant sa minorité. En 1235, il échangea avec le comte de Provence sa seigneurie d'Ampus contre celles de Gourdon et de Bar. Il fit plusieurs actes dans lesquels il est qualifié de seigneur d'Antibes, Magagnosc, Movans, Sartoux, la Roque, Flayole, Ampus, Ville-haute, Caillan, Saint-Paul, Roquefort et Rovert. Il épousa Étiennette de Boglio dont il eut :
- Isnard II;
- Bertrand, religieux à l'abbaye de Lérins;
- Pierre, dit de Rochas, dont le fils, Gautherius, fut sénéchal de Piémont;
- Maxime, mariée à Raymond de Ferres.

IX) Isnard II de Grasse

Co-seigneur d'Antibes. Charles Ier d'Anjou, comte de Provence, fut reconnu roi de Sicile par le pape Urbain IV. Charles d'Anjou ayant fait exécuter Conradin, Pierre III d'Aragon, gendre de Manfred Ier de Sicile, appuya la révolte des Siciliens à partir des Vêpres siciliennes. Charles d'Anjou lui proposa de régler le différend par un combat en champ clos entre 100 chevaliers de chaque nation qu'ils auraient commandé en personne. Isnard de Grasse fut choisi pour être un des 100 chevaliers qui devaient le seconder dans ce combat. Mais à la date du rendez-vous, le 1er juin 1283, seuls les chevaliers de Charles d'Anjou sont présents à Bordeaux. En 1270, il avait suivi dans son expédition d'Afrique, pour la huitième croisade. Il épousa Alasie, fille de Guillaume de Marseille, seigneur de Fos, dont il eut :
- Raimbaud IV,
- Isnard du Bar, commandeur de Saint-Jean-de-Jérusalem, prieur de Capoue, Grand sénéchal de Provence. Il reçut de la reine Jeanne en récompense de ses services les terres du Mas et d'Aiglun, le 7 juillet 1348. Il fit donation de la terre d'Aiglun à son cousin Pons des Ferres, le 18 mai 1349. Le fief du Mas revint à Bertrand II de Grasse. La famille de Grasse perdit la seigneurie du Mas au moment de la dédition de Nice car elle est restée fidèle aux comtes de Provence.
- Bertrand, marié à Béatrice des Baux, gouverneur viguier de Marseille en 1321, mort sans postérité.

X) Rambaud IV de Grasse

Rambaud IV de Grasse (†2 octobre 1349), chevalier banneret il commanda un corps de troupe de l'armée de Robert Ier de Naples, comte de Provence et roi de Naples, en guerre contre Louis de Bavière au moment des affrontements entre guelfes et gibelins. Il a été gouverneur viguier d'Aix-en-Provence et de Marseille. Il épousa le 11 janvier 1310, Agnès de Pontevès de Carces, fille de Barral de Pontevès, seigneur de Pontevès, de Carces, de Cotignac, ..., dame de Silans, dont :
- Bertrand de Grasse qui selon certains généalogiste est le même que Noble Bertrand du Bar, marié en 1341 à Catherine Exantrades puis Laure Albe, auteur de la filiation prouvée de la famille de Grasse subsistante;
- Rossoline de Grasse (†1379) mariée à Jacques d'Albe, seigneur de Roquemartin (†1374);
- Isnard, marié en 1331 à Philippine d'Esclapons, mort sans postérité;
- Montréal d'Albarno, vicaire et général de Louis, roi de Hongrie, conseiller d'État, maréchal de Sicile et vice-roi de Naples;
- Raimbaud;
- Maxime, mariée à d'Esparon, seigneur d'Esparon;
- Catherine, mariée à Adalbert de Blacas.

## Historiographie
Les généalogies des maisons nobles rédigées au XVIIIe siècle par Louis Moréri, François-Alexandre Aubert de La Chesnaye Des Bois, reprises en 1818 par Nicolas Viton de Saint-Allais font descendre de la maison de Grasse des seigneurs d'Antibes la famille de Grasse subsistante  dont la filiation prouvée ne remonte pas au delà de 1341 ainsi que la famille de Grasse-Cabris, agrégée à la noblesse au XVIe siècle et maintenue noble en 1667 sur preuves de 1560.
Dans L'histoire et chronique de Provence, parue en 1614, César de Nostredame émet des doutes sur le lien entre la famille de Grasse du Bar et la famille de Grasse seigneurs de Cabris sur le fait qu'elles portent des armes différentes.
À l'inverse Henri Jougla de Morenas précise que les armes qui étaient celles de Foulques de Grasse, Chevalier croisé en 1096 et qui figurent dans la première salle des Croisades sont également celle de la famille de Grasse : D'or au lion de sable armé, lampassé, couronné de gueules, ce qui donne un lien entre la maison de Grasse et la famille de Grasse.
Le lien supposé entre les Grasse issus des seigneurs d'Antibes et les familles de Grasse du Bar et de Grasse-Cabris est repris dans l'ouvrage du marquis de Grasse et Émile Isnard Histoire de la maison de Grasse (1933). Cette généalogie faisant remonter la famille de Grasse à Rodoard est critiquée en 1936 par Émile-G. Léonard qui écrit  « cette histoire qui a le mérite d’avoir établi sur des documents sérieux la descendance des princes d’Antibes pendant huit générations, du XIe siècle au  XIIIe siècle, n’a point retrouvé la soudure qu’elle juge cependant certaine entre cette descendance et les auteurs des maisons de Bar et de Cabris, d’où sortent toutes les branches de la famille de Grasse »
Le baron Scipion du Roure, généalogiste, dans Les maintenues de noblesse en Provence par Belleguise (1923), ne partage pas cet avis et écrit : « La ville de Grasse n'a jamais eu de seigneurs particuliers. Elle a toujours été du domaine des comtes de Provence et de nos rois (...) La famille de Grasse ne peut se flatter d'avoir eu ce nom de la seigneurie de cette ville. Je n'ai rien trouvé, nulle part, en aucuns actes, ni chartes, ni dons, ni concessions, même de l'antiquité la plus reculée, qui puisse insinuer rien d'approchant. Rodoard, à qui, selon notre auteur [Maynier] et les mémoires que lui avait fournis la famille de Grasse, Guillaume II comte d'Arles et de Provence, donna une partie de la principauté d'Antibes, ne portait pas le nom de Grasse, comme il suppose. Guillaume et Aldebert d'Atibes, qui ont possédé la principauté, après Rodoard, n'ont jamais été appelés Grasse. Ils ont fait don à l'abbaye de Lérins de la ville d'Antibes et de ses dépendances. Mais la charte de ce don ne leur donne pas le nom de Grasse. J'en ai trouvé une simple énonciation, dans un interligne du cartulaire de cette abbaye, où j'ai observé que ce nom de Grasse a été interligné dans ces derniers siècles. Isnard de Cabris, prévôt de l'église Saint Sauveur d'Aix, fut élu abbé de Lérins en 1477 et ensuite évêque de Grasse. Pendant qu'il a été abbé, il a fabriqué cet interligne, pour donner de l'ancienneté à la famille de Grasse, dont il était (...) Tout ce que Nostradamus a dit de cette famille est d'une lâche flatterie. Le nom de Grasse qu'il donne à Rodoard et Rampal d'Antibes est sans titre et sans fondement. L'interlignement du nom de Grasse, dans le cartulaire est évident. Les curieux et savants en antiquité ont traité les titres de cette famille, sur ce sujet, de vieilles pancartes, fabriquées au gré des Grasse, et les ont rejetées. ».
Henri Jougla de Morenas écrit dans le Grand Armorial de France : « La Maison de Grasse prétend être d'origine souveraine et fait remonter sa filiation Rodoald, prince ou comte d'Antibes, vivant en 930, allié à Alarde, fille du comte d'Arles. La vérité est que cette famille est originaire de Provence, qu'elle tire son nom de biens qu'elle possédait au XIVe siècle dans la ville de Grasse et que sa filiation n'est établie d'une façon certaine que depuis noble Bertrand du Bar, qui épousa d'abord en 1341 Catherine Exantrades (de Stendardo) puis Laure Albe ».
Sur la famille de Grasse-Cabris maintenue noble en 1667 sur preuves de 1560 et qui avait pour armes d'or à trois chevrons de gueules, Henri Jougla de Morenas écrit qu'elle s'est agrégée à la noblesse au XVIe siècle.